# Idlewild (Kalifornija)
Idlewild je naseljeno područje za statističke svrhe u američkoj saveznoj državi Kalifornija. Prema popisu stanovništva iz 2010. u njemu je živjelo 43 stanovnika.